# ジェラルド・レッグ (第9代ダートマス伯爵)
第9代ダートマス伯爵ジェラルド・ハンフリー・レッグ（英語：Gerald Humphry Legge, 9th Earl of Dartmouth,1924年4月26日 – 1997年12月14日）はイギリスの貴族、実業家。

## 経歴
第8代ダートマス伯爵ハンフリー・レッグと彼の妻であるローマ・エルネスティン（旧姓ホーリック）の一人息子としてうまれ、イートン・カレッジで教育を受けたあと、1942年にコールドストリームガーズに入隊し、第二次世界大戦後に除隊し、1970年から1992年までロイヤル・コーラル・ソサエティの会長を務めまるとともに、1975年から1994年までアングロ・ブラジリアン・ソサエティの会長を務めた。

## 家族
恋愛小説家バーバラ・カートランドと彼女の最初の夫であるアレクサンダー・マッコーコデール の娘であるレイン・マッコーコデールと結婚した。
- 第10代ダートマス伯爵ウィリアム・レッグ、（1949年12月23日-）
- ルパート・レッグ（1951年1月1日-）ライオネル・エドワード・ブルース・オットリーの娘と結婚、推定相続人。
- シャーロット・レッグ（1963年7月16日-）ドン ・アレッサンドロ・パテルノ・カステッロ、第13代カルカチ公爵（1961年生まれ）と結婚。
- ヘンリー・レッグ（1968年12月28日-）クレシダ・ホッグ（クリストファー・アンソニー・ホッグ卿の末娘）と結婚。

妻のレイン・レッグとは1976年に離婚し、レインはダイアナ妃の父親であるスペンサー伯爵と結婚し、ダイアナ妃の継母となる。
| グレートブリテンの爵位  | グレートブリテンの爵位   | グレートブリテンの爵位  |
| ----------------------- | ------------------------ | ----------------------- |
| 先代 ハンフリー・レッグ | ダートマス伯爵 1962–1997 | 次代 ウィリアム・レッグ |